# سید سجاد علی شاه
سید سجاد علی شاه (اردو: سید سجاد علی شاہ؛ ۱۷ فوریهٔ ۱۹۳۳ – ۷ مارس ۲۰۱۷) قاضی و وکیل اهل پاکستان بود. وی از سال ۱۹۹۴ تا ۱۹۹۷ قاضی ارشد پاکستان بوده‌است. 